# Roger Bonnard
Roger Bonnard (* 16. September 1947 in Rouen) ist ein französischer Maler und Grafiker.

## Leben und Werk
Roger Bonnard absolvierte 1964 in seiner Heimat eine Lehre als Reparaturschlosser und Kühlanlagenmonteur. Die Liebe zu einer DDR-Bürgerin veranlasste ihn 1970, in die DDR zu ziehen. Dort arbeitete er als Schlosser, Dreher und Dolmetscher. Von 1981 bis 1986 studierte er an der Hochschule für Bildende Künste Dresden (HfBK) bei Gerhard Kettner Malerei und Grafik. Seine Diplomarbeit machte er mit Farblithografien zu dem Gedichtband Baudelaires Les Fleurs du Mal. Die Arbeit erhielt die Bronzemedaille der Biennale Brno 1988. 1986 bis 1987 war Bonnard an der HfBK Meisterschüler bei Horst Schuster. Für seine Meisterschülerarbeit schuf er Farblithografien zu Arthur Rimbauds Langgedicht le bateau ivre. Von 1998 bis 2000 hatte Bonnard einen Lehrauftrag für Aktzeichnen an der HfBK.
Bonnard arbeitet freischaffend in Weimar und Saint-Maure-de-touraine. Er hatte eine große Anzahl von Einzelausstellungen und Ausstellungsbeteiligungen im In- und Ausland, u. a. war er auf der Kunstausstellung der DDR 1987/1988 vertreten.
Werke Bonnards befinden sich u. a. im Dresdener Kupferstichkabinett, im Lindenau-Museum, Altenburg/Thüringen, im Anger-Museum Erfurt, im Museum Ludwig Köln, im Staatlichen Museum Schwerin, in der Kunstsammlung Weimar und in Kunstsammlungen großer Unternehmen.

## Mitgliedschaften
- seit 1990: als Mitbegründer Mitglied von „D 206. Die Thüringer Sezession“, 2000–2004 deren Geschäftsführender Vorsitzender
- seit 1991: als Mitbegründer Mitglied der Gruppe „Vierter Fall“ (eine Künstlervereinigung aus Ost und West mit Sitz in Nürnberg)
- seit 1993: Mitglied der Union des arts plastiques

## Reflexion
„Meine Malerei befindet sich zwischen ‚Esprit‘ und ‚Geist‘; zwischen Matisse, Monet, Pignon, Rodin und Klimt, Schiele und Schumacher, Diese Position ist nicht bequem, aber sie hat den Vorteil, die Merkmale diese beiden Welten besser und gründlicher analysieren zu können.“

## Rezeption
„… Bonnard ist von einer wahrhaftigen, ungekünstelten Farbpoesie beseelt und beileibe kein spekulativer Eklektiker. Farbe ist ein virtuos gehandhabtes Ausdrucksmittel, das sich in der Dreieinigkeit von Wissen, sensibler Erlebnisfähigkeit und Können realisiert. Diese Harmonie wird erlebbar im Wechselspiel von warmen und kalten, fliehenden und ins Auge springenden Farbtönen. In schwebender Balance gehalten, entsteht dabei ein abstrakt-figuratives Bildgefüge eines ‚noch nicht‘ oder ‚nicht mehr‘, in dessen Farbschmelz diffizile Erfahrungsmomente des Künstlers einfließen…“

## Werke (Auswahl)
- Nu gris/bleu (farbige Siebdrucke, 1990; im Bestand des Museums Ludwig Köln)[5]
- Zwei Akte (Aquarell, 1990)[6]
- Die Schöne und der Tod (Kohlezeichnung, 1991)[7]
- Akt (Mischtechnik; 2015)[8]
- Roussillon (Aquarell, 2018)[9]

## Einzelausstellungen  (Auswahl)
- 2011: Dresden, Galerie Mitte („Turbulenzen“)
- 2013: Galerie im Museum Burg Kreuzburg („LA COULEUR ENBERTE“; Malerei und Grafik)
- 2014: Ilmenau, Goethemuseum („Die nackte Farbigkeit“)
- 2015/2016: Weimar, Galerie Profil („hautnah“)
- 2017: Weimar, Sophien- und Hufeland-Klinikum („Pourquoi pas“; Malerei und Grafik)
- 2018: Bad Tabarz, Galerie Grahn („Roger Bonnard, ein Franzose in Weimar“)
- 2018: Dresden, Galerie Mitte („Wasserzeichen“; Malerei und Zeichnung)[10]